# Masirana glabra
Espèce
Synonymes
- Sarutana glabra Komatsu, 1957

Masirana glabra est une espèce d'araignées aranéomorphes de la famille des Leptonetidae.

## Distribution
Cette espèce est endémique de Shikoku au Japon,. Elle se rencontre dans la préfecture de Kōchi à Hidaka dans la grotte Saruda-do.

## Description
Le mâle holotype mesure 2,1 mm.
Le mâle décrit par Ballarin et Eguchi en 2022 mesure 1,91 mm et les femelles de 1,65 à 1,73 mm.

## Systématique et taxinomie
Cette espèce a été décrite sous le protonyme Sarutana glabra par Komatsu en 1957. Elle est placée dans le genre Masirana par Irie et Ono en 2005.

## Publication originale
- Komatsu, 1957 : « Some new cave spiders in Japan. » Acta arachnologica, vol. 14, no 2, p. 67-73 (texte intégral).